# Elizabeth L. Gardner
Elizabeth L. Gardner (1921 - 22 de diciembre de 2011) fue una piloto estadounidense durante la Segunda Guerra Mundial que se desempeñó como miembro de las Mujeres Piloto de Servicio de la Fuerza Aérea (WASP). Fue una de las primeras pilotos militares estadounidenses y una de las fotografías más conocidas, sentada en el asiento de piloto de un Martin B-26 Marauder.
- Datos: Q57411723
- Multimedia: Elizabeth L. Gardner / Q57411723